# 800 mètres féminin aux championnats du monde d'athlétisme 2023
Pour des articles plus généraux, voir Championnats du monde d'athlétisme 2023 et 800 mètres aux championnats du monde d'athlétisme.
Navigation
Eugene 2022 Tokyo 2025
L'épreuve du 800 mètres féminin des championnats du monde de 2023 se déroule du 23 au 27 août 2023 au sein du Centre national d'athlétisme à Budapest, en Hongrie.

## Qualification
La période de qualification est comprise entre le 31 juillet 2022 et le 30 juillet 2023. Le minima de qualification est fixé à 1 min 59 s 80.

## Résultats

### Séries
Les 3 premières de chaque série (Q) et les 3 meilleurs temps (q) se qualifient pour les demi-finales.
| Rang | Série | Athlète                 | Pays           | Temps         | Notes |
| ---- | ----- | ----------------------- | -------------- | ------------- | ----- |
| 1    | 5     | Nia Akins               | États-Unis     | 1 min 59 s 19 | Q     |
| 2    | 6     | Habitam Alemu           | Éthiopie       | 1 min 59 s 36 | Q     |
| 3    | 6     | Catriona Bisset         | Australie      | 1 min 59 s 46 | Q     |
| 4    | 1     | Keely Hodgkinson        | Royaume-Uni    | 1 min 59 s 53 | Q     |
| 5    | 7     | Athing Mu               | États-Unis     | 1 min 59 s 59 | Q     |
| 6    | 7     | Natoya Goule-Toppin     | Jamaïque       | 1 min 59 s 64 | Q     |
| 7    | 4     | Halimah Nakaayi         | Ouganda        | 1 min 59 s 68 | Q     |
| 8    | 5     | Jemma Reekie            | Royaume-Uni    | 1 min 59 s 71 | Q     |
| 9    | 1     | Prudence Sekgodiso      | Afrique du Sud | 1 min 59 s 72 | Q     |
| 10   | 4     | Adelle Tracey           | Jamaïque       | 1 min 59 s 82 | Q, SB |
| 11   | 2     | Mary Moraa              | Kenya          | 1 min 59 s 89 | Q     |
| 12   | 3     | Noélie Yarigo           | Bénin          | 1 min 59 s 96 | Q     |
| 13   | 2     | Raevyn Rogers           | États-Unis     | 2 min 00 s 06 | Q     |
| 14   | 3     | Christina Hering        | Allemagne      | 2 min 00 s 06 | Q, SB |
| 15   | 5     | Anita Horvat            | Slovénie       | 2 min 00 s 06 | Q     |
| 16   | 2     | Worknesh Mesele         | Éthiopie       | 2 min 00 s 13 | Q     |
| 17   | 7     | Lore Hoffmann           | Suisse         | 2 min 00 s 14 | Q, SB |
| 18   | 5     | Bianka Kéri             | Hongrie        | 2 min 00 s 20 | q     |
| 19   | 4     | Rénelle Lamote          | France         | 2 min 00 s 22 | Q     |
| 20   | 3     | Abbey Caldwell          | Australie      | 2 min 00 s 29 | Q     |
| 21   | 2     | Jazz Shukla             | Canada         | 2 min 00 s 30 | q, PB |
| 22   | 2     | Eloisa Coiro            | Italie         | 2 min 00 s 36 | q     |
| 23   | 2     | Gabriela Gajanova       | Slovaquie      | 2 min 00 s 39 |       |
| 24   | 1     | Eveliina Määttänen      | Finlande       | 2 min 00 s 41 | Q     |
| 25   | 4     | Annemarie Nissen        | Danemark       | 2 min 00 s 47 |       |
| 26   | 4     | Claudia Bobocea         | Roumanie       | 2 min 00 s 54 | PB    |
| 27   | 4     | Louise Shanahan         | Irlande        | 2 min 00 s 66 |       |
| 28   | 3     | Gabija Galvydyte        | Lituanie       | 2 min 00 s 79 |       |
| 29   | 3     | Léna Kandissounon       | France         | 2 min 00 s 81 |       |
| 30   | 7     | Assia Raziki            | Maroc          | 2 min 00 s 91 | PB    |
| 31   | 6     | Flavia Maria de Lima    | Brésil         | 2 min 00 s 92 | Q, SB |
| 32   | 2     | Daniela Garcia          | Espagne        | 2 min 00 s 92 |       |
| 33   | 6     | Hedda Hynne             | Norvège        | 2 min 01 s 00 | SB    |
| 34   | 3     | Audrey Werro            | Suisse         | 2 min 01 s 03 |       |
| 35   | 5     | Rachel Pellaud          | Suisse         | 2 min 01 s 05 |       |
| 36   | 6     | Lorena Martin           | Espagne        | 2 min 01 s 25 |       |
| 37   | 1     | Vivian Chebet Kiprotich | Kenya          | 2 min 01 s 26 |       |
| 38   | 6     | Rose Mary Almanza       | Cuba           | 2 min 01 s 33 |       |
| 39   | 1     | Elena Bello             | Italie         | 2 min 01 s 38 |       |
| 40   | 7     | Isabelle Boffey         | Royaume-Uni    | 2 min 01 s 40 |       |
| 41   | 6     | Majtie Kolberg          | Allemagne      | 2 min 01 s 41 |       |
| 42   | 3     | Naomi Korr              | Kenya          | 2 min 01 s 41 |       |
| 43   | 4     | Tigist Girma            | Éthiopie       | 2 min 01 s 47 |       |
| 45   | 7     | Nataliya Krol           | Ukraine        | 2 min 01 s 62 |       |
| 44   | 4     | Oratile Nowe            | Botswana       | 2 min 01 s 62 | NR    |
| 45   | 1     | Angelica Sarna          | Pologne        | 2 min 01 s 78 |       |
| 46   | 6     | Agnès Raharolahy        | France         | 2 min 01 s 93 |       |
| 47   | 4     | Kaela Edwards           | États-Unis     | 2 min 02 s 22 |       |
| 48   | 5     | Olha Liakhova           | Ukraine        | 2 min 03 s 11 |       |
| 49   | 2     | Margarita Koczanowa     | Pologne        | 2 min 03 s 23 |       |
| 50   | 5     | Ellie Sanford           | Australie      | 2 min 03 s 55 |       |
| 51   | 7     | Anna Wielgosz           | Pologne        | 2 min 03 s 61 |       |
| 52   | 3     | Madeleine Kelly         | Canada         | 2 min 04 s 72 |       |
| 53   | 5     | Patricia Silva          | Portugal       | 2 min 05 s 54 |       |
| 54   | 1     | Lorea Ibarzabal         | Espagne        | 2 min 06 s 33 |       |
| 55   | 1     | Perina Lokure Nakang    |                | 2 min 15 s 84 |       |

### Demi-finales
Les 2 premières de chaque série (Q) et les 2 meilleurs temps (q) se qualifient pour la finale.
| Rang | Série | Athlète            | Pays           | Temps   | Notes |
| ---- | ----- | ------------------ | -------------- | ------- | ----- |
| 1    | 3     | Mary Moraa         | Kenya          | 1:58.48 | Q     |
| 2    | 1     | Keely Hodgkinson   | Royaume-Uni    | 1:58.48 | Q     |
| 3    | 1     | Nia Akins          | États-Unis     | 1:58.61 | Q, PB |
| 4    | 3     | Athing Mu          | États-Unis     | 1:58.78 | Q     |
| 5    | 3     | Halimah Nakaayi    | Ouganda        | 1:58.89 | q     |
| 6    | 3     | Adelle Tracey      | Jamaïque       | 1:58.99 | q, PB |
| 7    | 3     | Abbey Caldwell     | Australie      | 1:59.05 |       |
| 8    | 1     | Noélie Yarigo      | Bénin          | 1:59.43 |       |
| 9    | 1     | Worknesh Mesele    | Éthiopie       | 1:59.54 |       |
| 10   | 3     | Eloisa Coiro       | Italie         | 1:59.61 | PB    |
| 11   | 1     | Eveliina Määttänen | Finlande       | 1:59.81 | PB    |
| 12   | 1     | Catriona Bisset    | Australie      | 1:59.94 |       |
| 13   | 3     | Jazz Shukla        | Canada         | 2:00.23 | PB    |
| 14   | 2     | Jemma Reekie       | Royaume-Uni    | 2:00.28 | Q     |
| 15   | 2     | Raevyn Rogers      | États-Unis     | 2:00.47 | Q     |
| 16   | 1     | Anita Horvat       | Slovénie       | 2:00.54 |       |
| 17   | 1     | Flávia de Lima     | Brésil         | 2:00.77 | SB    |
| 18   | 2     | Natoya Goule       | Jamaïque       | 2:00.78 |       |
| 19   | 2     | Habitam Alemu      | Éthiopie       | 2:01.02 |       |
| 20   | 2     | Lore Hoffmann      | Suisse         | 2:01.05 |       |
| 21   | 2     | Rénelle Lamote     | France         | 2:01.25 |       |
| 22   | 2     | Christina Hering   | Allemagne      | 2:01.66 |       |
| 23   | 2     | Bianka Kéri        | Hongrie        | 2:01.68 |       |
| 24   | 3     | Prudence Sekgodiso | Afrique du Sud | 2:11.68 |       |

### Finale
| Rang               | Athlète          | Pays        | Temps         | Notes |
| ------------------ | ---------------- | ----------- | ------------- | ----- |
| Médaille d'or      | Mary Moraa       | Kenya       | 1 min 56 s 03 | PB    |
| Médaille d'argent  | Keely Hodgkinson | Royaume-Uni | 1 min 56 s 34 |       |
| Médaille de bronze | Athing Mu        | États-Unis  | 1 min 56 s 61 | SB    |
| 4                  | Raevyn Rogers    | États-Unis  | 1 min 57 s 45 |       |
| 5                  | Jemma Reekie     | Royaume-Uni | 1 min 57 s 72 |       |
| 6                  | Nia Akins        | États-Unis  | 1 min 57 s 73 |       |
| 7                  | Adelle Tracey    | Jamaïque    | 1 min 58 s 41 | PB    |
| 8                  | Halimah Nakaayi  | Ouganda     | 1 min 59 s 18 |       |

## Légende
Records et Performances
- AR : Record continental (area record)
- CR : Record des championnats (championship record)
- MR : Record du meeting (meet record)
- NR : Record national (national record)
- OR : Record olympique (olympic record)
- PR : Record paralympique (paralympic record)
- PB : Record personnel (personal best)
- SB : Meilleure performance personnelle de la saison (season's best)
- WL : Meilleure performance mondiale de l'année (world leader)
- WJR : Record du monde junior (world junior record)
- WR : Record du monde (world record)

Circonstances et Conditions
- DNF : N'a pas terminé (did not finish)
- DNS : N'a pas pris le départ (did not start)
- DQ : Disqualification (disqualification)
- NM : Aucun essai valable enregistré (No Mark)
- Q : Qualifié « directement » au prochain tour (ou à la prochaine compétition), lors d'une compétition majeure, grâce au classement ou à la réalisation des minima (automatic qualifier)
- q : Qualifié au prochain tour (ou à la prochaine compétition), lors d'une compétition majeure, grâce au repêchage ou à la réalisation de l'une des meilleures performances parmi celles des « non qualifiés directement » (grâce au meilleur temps ou à la meilleure distance par exemple) (secondary qualifier)